# Дурново (Псковская область)
Дурново — деревня в Шиковской волости Островского района Псковской области.
Расположена в 55 км к востоку от города Острова и в 8 км к северо-востоку от волостного центра, деревни Шики.
Численность населения деревни по состоянию на 2000 год составляла 13 человек.